# Scott Murray (rugby à XV)
Pour les articles homonymes, voir Scott Murray et Murray.
Pas d'image ? Cliquez ici

a Compétitions nationales et continentales officielles uniquement.

b Matchs officiels uniquement.
Dernière mise à jour le 31 décembre 2012.
Scott Murray, né le 15 janvier 1976 à Musselburgh (Écosse) est un joueur international écossais de rugby à XV jouant au poste de deuxième ligne. 
Réputé pour ses aptitudes en touche, il a d'abord évolué en Angleterre au sein des Bedford Blues et des Saracens, puis Écosse au sein d'Édimbourg Rugby, et enfin en France, à l'US Montauban, au Castres olympique et au Stade montois, où il finit sa carrière de joueur professionnel.
Murray devient ensuite entraîneur des avants dans plusieurs clubs avant de devenir co-entraîneur principal de la Legion de San Diego, en Major League Rugby.

## Biographie
Scott Murray commence sa carrière en Angleterre, où il joue pendant trois saisons aux Bedford Blues, de 1996 à 1999. Après avoir été cinq fois remplaçant dans l'équipe d'Écosse en 1996, il connaît sa première cape internationale le 17 juin 1997 à Murrayfield contre l'équipe du Zimbabwe, puis son premier test match le 22 novembre 1997 contre l'équipe d'Australie.
Murray joue ensuite trois ans aux Saracens de Watford, où il joue peu, puis rejoint la province d'Edimbourg Rugby, qui évolue à la Celtic League.
Il participe à la coupe du monde de rugby à XV en 1999 (4 matchs joués, battu en quart de finale), en 2003 (3 matchs joués, battu en quart de finale) et en 2007 (2 matchs joués, battu en quart de finale). 
Quatre fois capitaine de l'équipe d'Écosse, Murray a participé au Tournoi des Cinq/Six nations de façon ininterrompue de 1999 à 2007, année de la fin de sa carrière internationale.
Il rejoint l'année suivante l'US Montauban, où il reste trois ans, puis le Castres olympique, pendant deux ans. Il rejoint le Stade montois en 2012, et seulement cinq mois après son arrivée au club, il est nommé entraîneur des avants à la place de Marc Dantin. Il est joueur et entraîneur des avants et adjoint de Christophe Laussucq durant la saison 2013-2014, année où il prend sa retraite de joueur professionnel.
Scott Murray continue à jouer et entraîner en amateur pendant un an à l'AS Fleurance, en Fédérale 2. Il entraîne aussi l'équipe d'Écosse A lors d'une victoire contre l'équipe d'Angleterre A, avant de s'envoler pour les États-Unis en 2015,,.
Scott Murray entraîne l'équipe universitaire de Los Angeles avec l'ancien international canadien Scott Stewart, puis est consultant en 2017 pour quelques matchs du club des Dolphins de Santa Monica, dont il devient l'entraîneur des avants pour la saison 2017-2018,. Dès la saison suivante, il rejoint la franchise Legion de San Diego, où il occupe le même poste. En parallèle, Murray a également fait partie de l'équipe de l'USA Select XV qui s'est rendue à l'Americas Pacific Challenge 2017. En 2020, il devient co-entraîneur principal de la franchise de San Diego, aux côtés de l'ancien international américain Zack Test, et ambitionne de remporter la Major League Rugby, le championnat national,.

## Bilan en tant qu'entraîneur
| Saison      | Équipe               | Division | Poste  | Classement | Coupe d'Europe | Challenge européen |
| ----------- | -------------------- | -------- | ------ | ---------- | -------------- | ------------------ |
| 2012 - 2013 | Stade montois France | Top 14   | Avants | 14e        | -              | Éliminé en poule   |
| 2013 - 2014 | Stade montois France | Pro D2   | Avants | 7e         | -              | -                  |

## Statistiques en équipe nationale
- 87 sélections
- 15 points, 3 essais
- Sélections par années : 2 en 1997, 5 en 1998, 11 en 1999, 9 en 2000, 8 en 2001, 7 en 2002, 12 en 2003, 8 en 2004, 9 en 2005, 8 en 2006, 8 en 2007
- Tournoi des Cinq Nations disputé: 1999
- Tournois des Six Nations disputés: 2000, 2001, 2002, 2003, 2004, 2005, 2006, 2007
- Vainqueur du tournoi des cinq nations en 1999
- Participation à trois coupes du monde de rugby : en 1999, 2003, 2007.
- ex recordman de sélections avec le XV d'Écosse (devancé par Chris Paterson le 07/06/2008)